# Tommaso Lazotti
Tommaso Lazotti (Roma, 20 aprile 1988) è un attore italiano.

## Filmografia
- Che strano chiamarsi Federico, regia di Ettore Scola (2013)
- La verità sta in cielo, regia di Roberto Faenza (2016)
- La notte è piccola per noi, regia di Gianfrancesco Lazotti (2019)
- Il nostro generale (2023) - serie TV